# Levon Hajrapetian
Levon Hajrapetian, född 19 april 1989, är en armenisk fotbollsspelare som för närvarande spelar för Paykan FC.
Hajrapetian har spelat för Armeniens U-19- och U-21-landslag. Han gjorde debut i A-landslaget den 9 februari 2011.. Hajrapetian har växt upp i Tyskland där han började sin karriär i Hamburg SV II. Han har också tyskt pass.

## Framgångar

### FC Pyunik
- Bardzragujn chumb: 2010
- Armeniska cup: 2010

### Fotnoter
1. ↑  ”Debiut piłkarza Lechii w kadrze Armenii”. Arkiverad från originalet den 24 oktober 2014. https://web.archive.org/web/20141024134524/http://www.futbolnews.pl/informacje/flesz-news/art,15636,debiut-pilkarza-lechii-w-kadrze-armenii.html. Läst 31 maj 2011.

- Lewon Hajrapetjan w bazie Transfermarkt.de {{{2}}}
- Lewon Hajrapetjan w bazie Soccerway.com {{{2}}}
- Lewon Hajrapetjan na stronie Ormiańskiego Związku Piłki Nożnej {{{2}}}